# Pizzo Carbonara
Pizzo Carbonara je nejvyšší hora pohoří Madonie a druhá nejvyšší hora Sicílie.
Pizzo Carbonara leží na severu Sicílie, 16 kilometrů jižně od pobřeží Tyrhénského moře a města Cefalù.
Výrazný vápencový masiv má nadmořskou výšku 1 979 metrů.

## Geografie
Horský blok je ze západu, severu a jihu obklopen hlubokými údolími. Vrcholová část masivu je zploštělá, s řadou krasových útvarů, dolinami a často zasypanými jeskyněmi.

## Turistika
Vrchol Pizzo Carbonara je dostupný po třech trasách. Z jihu, z oblasti Piano Battaglia, z východu, z horské chaty Rifugio Crispi, případně ze severu, z obce Isnello.